# George Van Meter
George Van Meter (23 de agosto de 1932 — 15 de novembro de 2007) foi um ciclista olímpico estadunidense. Representou sua nação nos Jogos Olímpicos de Verão de 1956.